# Dictionarium latinum

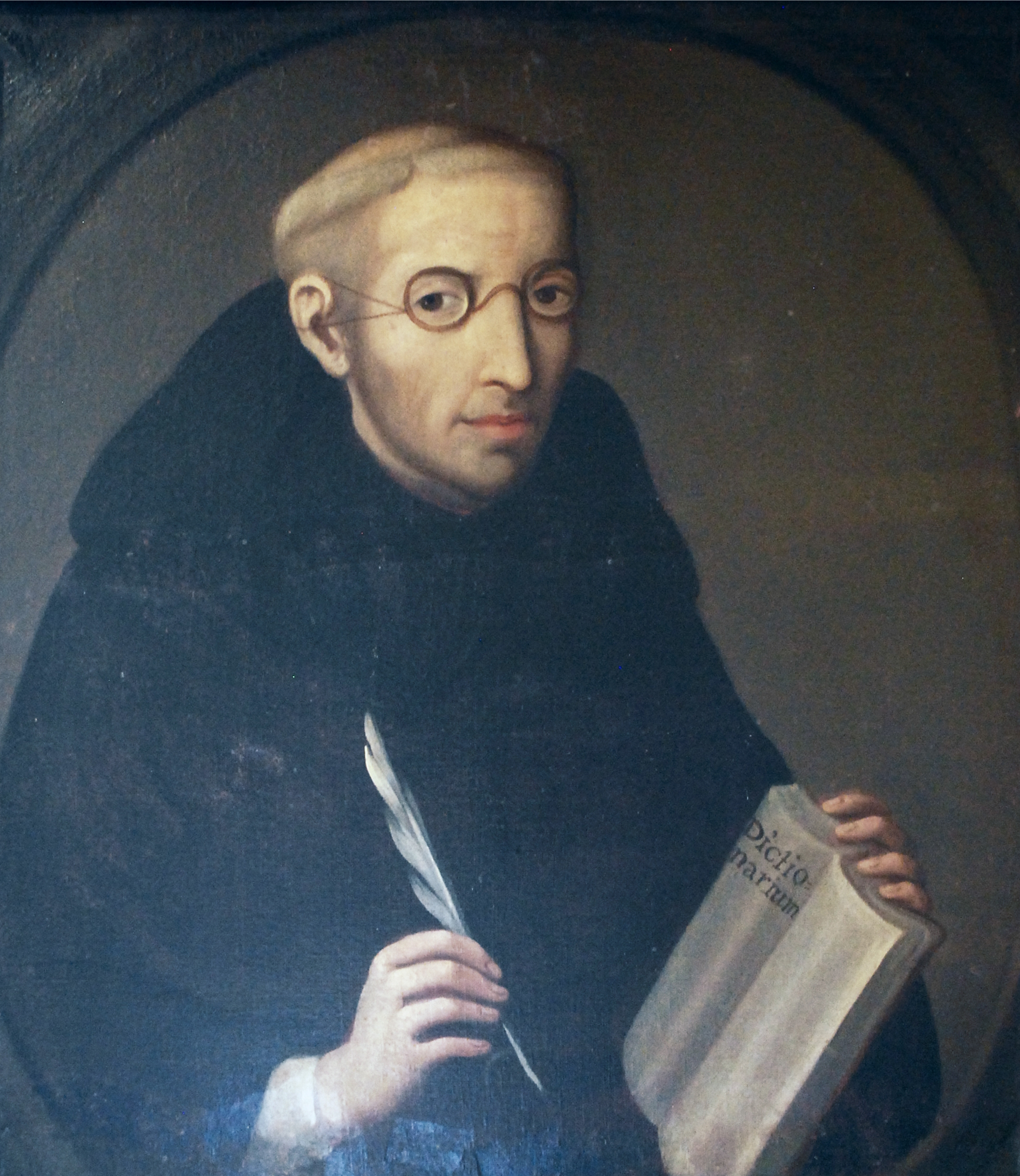
Ambrosio Calepino

Il Dictionarium latinum che prese il nome di Calepino è il dizionario di latino pubblicato nel 1502, scritto dal frate Ambrogio Calepio latinista e lessicografo  presente nel convento di Sant'Agostino di Bergamo conosciuto con il nome di Calepino, da qui quello del dizionario.

## Storia
Ambrogio nato Iacopo Calepio era il figlio naturale e legittimato del conte Trussardo da Calepio, personaggio di un certo rilievo nella politica cittadina di Bergamo e di Caterina de Bucellenis. Essendo il secondo figlio, fu fin da piccolo destinato o all'arme o alla vita religiosa. Scegliendo quella religiosa  entrò a soli 18 anni nell'ordine di Sant'Agostino con il noviziato nel 1459 a Milano nel convento di Santa Maria Incoronata. Fu presente in alcuni conventi lombardi facendo poi ritorno a Bergamo in quello agostiniano, posto in prossimità dell'abitazione genitoriale in via Porta Dipinta.
I suoi studi umanistici lo portarono ad avere particolare attenzione e ricerca al significato delle parole, ricerche che lo addussero a scrivere fino alla pubblicazione di un vero dizionario di latino.

Il libro venne pubblicato per la prima volta nel 1502 a Reggio Emilia grazie al presbitero “Dionysius Berthochi” ma che era stato già scritto e pubblicato dal frate nel 1487 in forma amanuense come indicato nel manoscritto 883 conservato nella Biblioteca Trivulziana di Milano,. 
La prima pubblicazione stampata fu possibile grazie all'interessamento di Andrea, figlio del fratello Nicolino che aveva previsto la stampa di ben 1600 dizionari, cosa che non fu certo possibile, ma nell'arco di pochi anni, fu ripubblicato da diversi editori in molte città europee. Rivisitato poi dal frate nel 1509. La sua ripubblicazione avvenne tanto velocemente che se ne registra una ogni 15 mesi fino l'ultima edizione nel 1770 a Padova.
Nella prima edizione del 1502 venne accompagnato da un carme, endecasillabo falecio, così come d'uso, ma il frate si opponeva alla frivolezza umanistica che riteneva un vezzo, per questo il testo indica la concretezza lessicale del personaggio, che riteneva importante quello che il libro comunicava e non la sua presentazione. Il libro aveva in prima pagina la scritta Calepinus a indicare l'autore, nome con il quale veniva riconosciuta l'opera.
Il suo fu un lavoro che richiese tempo, dedizione e molta pazienza, ben rilevabile dalla lettera che il latinista scrisse nel 1509, poco prima della sua morte, al generale dell'ordine agostiniano frate Egidio da Viterbo, dove dichiarava di aver concluso il suo lavoro di rielaborazione e riscrittura del nuovo “Dictionarium”. Forse proprio questa sua fatica lo fece definire dai suoi confratelli come “mite vecchietto” anche se il frate non vera certo tanto anziano. Ormai morto quando avvenne la seconda pubblicazione tra il 1517 e il 1520. Quanto fosse difficile e faticoso il suo lavoro è ben visibile nel testo presente negli archivi della Biblioteca civica Angelo Mai di Bergamo dove sullo scritto si coglie la fatica delle tormentate pagine.
Fra Ambrogio scrisse un dizionario moderno, sia come forma lessicografica che per la sua struttura alfabetica e lemmatica, sapendo unire quella che era la tradizione con l'innovazione sapendo riunire strutturalmente la lessicografia e le nuove acquisizioni umanistiche componendo uno strumento adatto non solo ai grammatici ma anche ai mathematici, philosophi, theologi.  

La fortuna della prima pubblicazione è da considerarsi per l'uso della stampa. Il frate aveva ben capito quanto fosse importante questo nuovo mezzo di diffusione, improponibile con una scrittura manuale che avrebbe richiesto tempo e poche copie. Fortuna che fu indicata anche dal confratello Iacopo Filippo Foresti che scriverà: 
(Iacopo Filippo Foresti)
Questo conferma che nel convento vi era una stamperia già dal 1498, tanto che tra la prima edizione del 1502 e la seconda redazione del 1520 il libro ebbe ben 26 edizioni volte, grazie alla stampa ma anche alla sua capacità di soddisfare le necessità di molti di aver uno strumento di studio da consultare.

## Pubblicazioni
- 1487 pubblicazione manuale conservata nella Biblioteca Trivulziana. Il testo fu pubblicato in un centinaio di copie che fecero subito comprendete al Calepio che per mantenere vivo il suo lavoro serviva che fosse stampato;[8] Quello conservato a Milano riporta la data del 6 ottobre 1487.

- 1502 la prima pubblicazione stampata a Reggio Emilia ne seguiranno in tutto altre 211 fino al 1779. La pubblicazione in stampa fu possibile grazie al nipote Andrea figlio del fratello Nicolino che i 15 giugno 1498 firmò il contratto con Dionigi Bertocchi che aveva la stamperia a Reggio Emilia, contratto che prevedeva la pubblicazione di 1600 copie. Questa prima fu in volume in-folio, scritto su due colone con 20.000 voci. Il testo è anticipato da una lettera indirizzata al senato e al popolo cittadino a cui il frate dedica l'opera: Senatui Populoque Bergomensi. Il nipote pagò allo stampatore 160 ducati d'oro per la metà dell'impresa, mentre il resto restava a carico dello stampatore che ne doveva curare la vendita.[9] L'ultima pagina riporta l'indicazione dell'editore: Impressum Rhegii lingobardiae industria presbyteri Dionysii Berthochi impressoris M.D.II.[10] I libri venivano venduti al costo di 4 Lire e 10 soldi.[11] La scritta Calepimnus sulla prima pagina farà si che il nome non fa riferimento solo all'autore ma anche alla sua opera, tant'è che fino al XX secolo i dizionari erano conosciuti con questo nome. Questa stampa presentava criticità, era infatti difficile da leggere anche per i molti errori di conteneva, per questo il frate iniziò subito a lavorare su di una nuova pubblicazione che purtroppo non vide mai morendone prima.

- 1503 La città di Bergamo dona all'autore la somma di venticinque donati d'oro come forma di ringraziamento per il suo lavoro.[12] Nel medesimo anno esce l'ultima edizione del Foresti Supplementum Chronicarum dove viene indicata l'importanza del dizionario di latino di frate Ambrogio, facendone una importante pubblicità. Nel medesimo anno a Venezia gira la seconda edizione stampata da Albertino Vercellese.[13]

- 1505 Viene pubblciata a Venezia la terza edizione;
- 1506 Viene pubblicata la terza edizione a Venezia e l'anno successivo una quarta presso Peter Liechtenstein;
- 1509 Due edizioni vendono stampate contemporaneamente a Parigi;
- 1510 Pubblicazione a Strasburgo; morte dell'autore;

- 1520 seconda edizione detta Dictionarium novum stampata a cura di Bernardino Benoglio che operava a Venezia. Il testo era stato scritta dal Calepio nel 1509 quando ormai la sua situazione fisita era gravemente compromessa, era infatti quasi cieco. Il 1° ottobre 1509 invia un lettera al generale dell'ordine Egidio da Viterbo. Ma per le sue condizioni di salute, e non solo, Bergamo viveva un momento davvero difficile per motivi politici e per la peste, l'edizione uscirà solo nel 1520. Il contratto era stato stipulato nel 1517 dagli agostiniani al Benaglio ma solo il 22 dicembre 1519 il Senato cittadino ne concesse la stampa che esce il 10 marzo 1520. Il libro risulta stampato su carta di ottima qualità con caratteri chiari e leggibili e un'ottima impaginaizone.[14]